# Patrick Ochs
Patrick Ochs (* 14. Mai 1984 in Frankfurt am Main) ist ein ehemaliger deutscher Fußballspieler.

## Karriere

### Vereine
Ochs, der die Helmholtzschule in seiner Geburtsstadt besuchte, ist ein Abwehrspieler und Mittelfeldspieler und wird zumeist auf der Position des rechten Verteidigers und im rechten offensiven Mittelfeld eingesetzt. Von Germania Enkheim hervorgegangen, durchlief er bei Eintracht Frankfurt von 1991 bis 2002 sämtliche Jugendmannschaften. Danach war er bis 2004 bei den Amateuren des FC Bayern München unter dem Trainer Hermann Gerland aktiv und spielte unter anderem mit den späteren Weltmeistern Philipp Lahm und Bastian Schweinsteiger in einer Mannschaft.
Zu Beginn der Saison 2004/05 kehrte er zu Eintracht Frankfurt zurück und feierte den Aufstieg in die Bundesliga. Sein erstes Bundesligator erzielte er am 17. September 2006 (4. Spieltag) beim 3:1-Sieg im Heimspiel gegen Bayer 04 Leverkusen. Am 28. November 2009 (14. Spieltag) wurde er von Trainer Michael Skibbe zum ersten Mal im rechten offensiven Mittelfeld im Punktspiel gegen Hertha BSC eingesetzt. Bereits nach 14 Minuten erzielte er das 1:0 für seine Mannschaft. Nach diesem Spiel war er auf dieser Position gesetzt und sorgte für offensiven Schwung im Spiel der Eintracht mit unter anderem zwei Torvorlagen, die von Benjamin Köhler jeweils per Kopf verwandelt wurden (19. und 21. Spieltag 2009/10). Für Eintracht Frankfurt erzielte er vier Bundesligatore und bereitete 28 weitere Tore vor.
Zur Saison 2011/12 wechselte Ochs zum VfL Wolfsburg, bei dem er einen bis zum 30. Juni 2015 gültigen Vertrag unterzeichnete. Am letzten Tag der Transferperiode der Sommerpause 2012/13 wurde Ochs bis Saisonende an die TSG 1899 Hoffenheim ausgeliehen. Mit Ochs in der Startelf rettete sich die TSG am letzten Spieltag durch einen überraschenden Auswärtssieg in Dortmund in die Relegation, in der endgültig der Klassenerhalt gegen den 1. FC Kaiserslautern erreicht wurde.
Nach der Ära Magath, die für Ochs in Wolfsburg nicht positiv verlaufen war, kehrte er zur Saison 2013/14 in die Mannschaft um das neue Führungsduo mit Geschäftsführer Klaus Allofs und Trainer Dieter Hecking zurück. Am 11. Spieltag bereitete er gegen seinen ehemaligen Verein Eintracht Frankfurt beide Tore beim 2:1-Auswärtssieg vor. Der VfL Wolfsburg qualifizierte sich am Saisonende als Teilnehmer an der Europa League.
Am ersten Trainingstag der Saison 2014/15 verletzte sich Ochs schwer am Kreuzband und verpasste die komplette Hinrunde. Beim Europa-League Rückrundenspiel beim SSC Neapel wurde Ochs das erste Mal nach seiner Verletzung in den Kader berufen.
Nachdem sein Vertrag beim VfL Wolfsburg nicht verlängert worden war, kehrte Ochs zu Beginn der Saison 2016/17 in seine Heimat, zum Drittligisten FSV Frankfurt, zurück, für den er noch eine Saison spielte.
Im März 2019 gab Ochs das Ende seiner aktiven Laufbahn bekannt.

### Nationalmannschaft
In zwei Vergleichen mit der U19-Auswahlmannschaft Lettlands am 11. und 13. März 2003 beim 5:0- und 3:0-Sieg der U19-Nationalmannschaft Deutschlands trug Ochs erstmals das Nationaltrikot des DFB.
Sein Debüt für die U20-Nationalmannschaft gab er am 12. November 2003 beim 1:0-Sieg gegen die Auswahl Österreichs; sein letztes Länderspiel in dieser Altersklasse absolvierte er am 10. Dezember 2003 bei der 0:3-Niederlage gegen die Auswahl Italiens.
Ochs bestritt von 2005 bis 2006 neun Länderspiele für die U21 und debütierte am 2. September in Trier beim 2:0-Sieg gegen die Auswahlmannschaft Aserbaidschans. Sein letztes Länderspiel bestritt er am 10. Oktober 2006 in Leverkusen bei der 0:2-Niederlage gegen die Auswahlmannschaft Englands.

## Nach der aktiven Karriere
Nach dem Ende seiner Laufbahn als Spieler will Ochs bei seinem langjährigen Arbeitgeber Eintracht Frankfurt ein sechsmonatiges Praktikum absolvieren und strebt danach ein Intensivstudium am VfL-Campus in Wolfsburg an, um sich für eine Tätigkeit als Fußballmanager weiterzubilden. Ab November 2019 gehörte er dem Vorstand Sport beim SC Hessen Dreieich an. Nach dem Rückzug von Hessen Dreieich aus der Hessenliga wechselte Ochs zur Saison 2022/23 in seiner Funktion zur 2. Mannschaft von Eintracht Frankfurt.

## Erfolge
- DFB-Pokal-Sieger 2015 (mit dem VfL Wolfsburg)
- Finalist im DFB-Pokal 2006 (mit Eintracht Frankfurt)
- Aufstieg in die Bundesliga 2005 (mit Eintracht Frankfurt)

## Sonstiges
Ochs ist der Neffe des ehemaligen Bundesligaspielers Thomas Klepper.